# Walentin Konstantinowitsch Iwanow
Walentin Konstantinowitsch Iwanow (russisch Валентин Константинович Иванов; englische Transkription Valentin Konstantinovich Ivanov; * 18. Septemberjul. / 1. Oktober 1908greg. in Sankt Petersburg; † 30. Oktober 1992 in Jekaterinburg) war ein sowjetischer Mathematiker.

## Leben
Walentin Iwanow studierte und unterrichtete im damaligen Swerdlowsk, heute Jekaterinburg, wo er Professor an der Staatlichen Gorki-Universität des Uralgebiets war. Er wurde bei Sergei Lwowitsch Sobolew promoviert. Im Jahr 1966 wurde er zusammen mit Andrei Tichonow mit dem Leninpreis ausgezeichnet, 1970 wurde er korrespondierendes Mitglied der Akademie der Wissenschaften der UdSSR.
Iwanow befasste sich unter anderem mit Inversen Problemen.

## Schriften
- mit V. P. Tanana Theory of linear ill-posed problems and its applications, Brill Academic Pub., 2002